# Johanna Elisabeth Arondeus
Johanna Elisabeth Arondeus (getauft 24. September 1775 in Amsterdam; gestorben 6. Juli 1822 in Harlingen) war eine niederländische Schauspielerin.

## Leben
Johanna Elisabeth Arondeus wurde am 24. September 1775 in Amsterdam getauft. Sie war die Tochter von Johannes Arondeus (1746-nach 1802) und Sara Gerrits (ca. 1743–1798) und wuchs in einer reformierten Familie in Amsterdam auf. Sie hatte zwei ältere Schwestern Kristina Hendrika (1770) und Helena (1772) und einen jüngeren Bruder Hendrik (1778). Über ihre Mutter ist nur bekannt, dass sie aus Zutphen stammte. Weiter ist nichts über ihre Eltern bekannt. Sie heiratete am 9. November 1795 in Amsterdam den Tänzer und Schauspieler Johannes Baptista Neyts, der seit 1791 ein Engagement an der Stadsschouwburg Amsterdam. Sie hatten sechs Kinder, Jacobus (1796), Franciscus (1798), Henrica (1800), Charlotta (1806) und Jacobus Joannes (1808), ein Sohn war früh verstorben, diese Kinder wurden entsprechend dem Glauben ihres Vaters katholisch getauft.
Johanna Elisabeth Arondeus debütierte am 14. September 1801 als Clementia in „Die eifersüchtige Frau des Desforges“ an der Stadsschouwburg. Von diesem Moment an spielte sie die Rollen der „mère et caractère“ und „Vertraute“ der Amsterdamer Theatergruppe, die damals eine Blütezeit erlebte. Während der Sommerreisen der Amsterdamer Theaterschauspieler trat sie auch in anderen niederländischen Städten auf. Sie war zu der Zeit eine der wichtigen Dauerdarstellerinnen an der Stadsschouwburg und übernahm kleinere Rollen, dies zusammen mit der Schauspielerin Helena Hilverdink. So spielte sie die Rolle der „Zaire“, Sklavin von „Atalida“, die von Hilverdink gespielt wurde, in Racines Tragödie Bajazet, neben Schauspielerinnen  wie Catharina Jelgerhuis, die die „Roxane“ spielte und Helena Snoek in der Rolle der „Fatima“. Arondeus soll 1816 nicht mehr am Amsterdamer Theater beschäftigt gewesen sein, hingegen waren ihr Mann und ihre Tochter Charlotta zu dem Zeitpunkt dort noch beschäftigt.
Johanna Elisabeth Arondeus starb am 8. Juli 1822 im Alter von 46 Jahren in Harlingen.